# Eugen II.
Eugen II. (Rim, ? - Rim, 27. kolovoza 827.), papa od 8. svibnja 824. do 27. kolovoza 827. godine. Priznao je svjetovnu vlast rimsko-njemačkog cara Lotara I. (840. – 855.), ali je ostao neovisan u pitanjima crkvene doktrine i discipline.
Godine 826. održao je važan crkveni sabor u Rimu na kojom su sudjelovala šezdeset i dvojica biskupa.